# Emilián z Dorostoriumu
Svatý Emilián z Dorostoriumu byl mučedník za vlády císaře Juliana.
Objevuje se v různých starověkých zdrojích jako je např. Martyrologium Hieronymianum nebo Cronaca Pasquale. V době císaře Juliána v druhé polovině 4. století, kapitolní vikář v Dorostoriumu (Moesie, dnešní Bulharsko) vykonával příkazy obnovy pohanství a probíhaly zde oslavy. Emilián syn prefekta města Sabatiano, vstoupil do chrámu který byl bez dozoru a s kladivem všechny sochy bohů zničil. Když hledaly viníka zatkly zemědělce ale Emilián se přiznal ke svému činu a byl zatčen.
Byl veden k tribunálu Kapitolu a přitom byl krutě bičován a odsouzen k upálení zaživa. Jeho otci byl uložen trest zaplatit škodu do státní pokladny. Rozsudek byl vykonán roku 362 u břehu Dunaje.
Jeho svátek se slaví 18. července.